# Liste der Mitglieder der Deutschen Akademie der Naturforscher Leopoldina/2025
Die Liste der Mitglieder der Deutschen Akademie der Naturforscher Leopoldina für 2025 enthält alle Personen, die im Jahr 2025 zum Mitglied ernannt wurden. Insgesamt gab es mit Stand 5. August 2025 neununddreißig gewählte Mitglieder.

## Neu gewählte Mitglieder
| Nr. | Name                  | Geboren       | Aufnahme | Gestorben | Sektion                                    | Bild                                                                          | Datenbank             |
| --- | --------------------- | ------------- | -------- | --------- | ------------------------------------------ | ----------------------------------------------------------------------------- | --------------------- |
|     | Fabian Bamberg        | 1979          |          |           | Radiologie                                 |                                                                               | Fabian Bamberg        |
|     | Edouard Bard          | 1962          |          |           | Geowissenschaften                          | Édouard Bard (2010)                                                           | Edouard Bard          |
|     | Thomas C. G. Bosch    | 1955          |          |           | Genetik/Molekularbiologie und Zellbiologie | Thomas Bosch, im Mai 2010                                                     | Thomas C. G. Bosch    |
|     | John A. G. Briggs     |               |          |           | Biochemie und Biophysik                    |                                                                               | John A. G. Briggs     |
|     | Marileen Dogterom     | 20. Nov. 1967 |          |           | Physik                                     | Marileen Dogterom (2019)                                                      | Marileen Dogterom     |
|     | Claudia Draxl         | 1959          |          |           | Physik                                     |                                                                               | Claudia Draxl         |
|     | Eran Elinav           | 1969          |          |           | Mikrobiologie und Immunologie              |                                                                               | Eran Elinav           |
|     | Stefan Engelhardt     | 1969          |          |           | Physiologie und Pharmakologie/Toxikologie  |                                                                               | Stefan Engelhardt     |
|     | László Erdős          | 1966          |          |           | Mathematik                                 |                                                                               | László Erdős          |
|     | Irene Esposito        |               |          |           | Pathologie und Rechtsmedizin               |                                                                               | Irene Esposito        |
|     | Peter Fratzl          | 1958          |          |           | Physik                                     |                                                                               | Peter Fratzl          |
|     | Ana J. García-Sáez    |               |          |           | Biochemie und Biophysik                    |                                                                               | Ana J. García-Sáez    |
|     | Catherine H. Graham   |               |          |           | Organismische und Evolutionäre Biologie    |                                                                               | Catherine H. Graham   |
|     | Susanne Herold        | 1975          |          |           | Innere Medizin und Dermatologie            |                                                                               | Susanne Herold        |
|     | Sepp Hochreiter       | 1967          |          |           | Informationswissenschaften                 | Sepp Hochreiter (2015)                                                        | Sepp Hochreiter       |
|     | Meritxell Huch Ortega | 1978          |          |           | Genetik/Molekularbiologie und Zellbiologie |                                                                               | Meritxell Huch Ortega |
|     | Daniel Huybrechts     | 1966          |          |           | Mathematik                                 | Daniel Huybrechts                                                             | Daniel Huybrechts     |
|     | Florian Klein         |               |          |           | Mikrobiologie und Immunologie              |                                                                               | Florian Klein         |
|     | Percy Knolle          |               |          |           | Mikrobiologie und Immunologie              |                                                                               | Percy Knolle          |
|     | Hanna Kokko           | 1971          |          |           | Organismische und Evolutionäre Biologie    | Hanna Kokko (2024)                                                            | Hanna Kokko           |
|     | Burkhard König        | 1963          |          |           | Chemie                                     | Burkhard König (2019)                                                         | Burkhard König        |
|     | Andrea Kühn           | 1970          |          |           | Neurowissenschaften                        |                                                                               | Andrea A. Kühn        |
|     | Kirsten Küsel         |               |          |           | Mikrobiologie und Immunologie              |                                                                               | Kirsten Küsel         |
|     | Gilles Laurent        |               |          |           | Neurowissenschaften                        |                                                                               | Gilles Laurent        |
|     | Ana Martin-Villalba   | 1971          |          |           | Humangenetik und Molekulare Medizin        |                                                                               | Ana Martin-Villalba   |
|     | Svitlana Mayboroda    | 1981          |          |           | Mathematik                                 |                                                                               | Svitlana Mayboroda    |
|     | Patrick Meybohm       |               |          |           | Chirurgie, Orthopädie und Anästhesiologie  |                                                                               | Patrick Meybohm       |
|     | Mira Mezini           | 1966          |          |           | Informationswissenschaften                 |                                                                               | Mira Mezini           |
|     | Thomas Misgeld        | 191           |          |           | Neurowissenschaften                        |                                                                               | Thomas Misgeld        |
|     | Julia Pongratz        | 1980          |          |           | Geowissenschaften                          |                                                                               | Julia Pongratz        |
|     | Markus Reichstein     | 1972          |          |           | Organismische und Evolutionäre Biologie    | Prof. Dr. Markus Reichstein, Direktor am Max-Planck-Institut für Biogeochemie | Markus Reichstein     |
|     | Peter Roesky          | 1967          |          |           | Chemie                                     |                                                                               | Peter Roesky          |
|     | Robert Schober        | 1971          |          |           | Informationswissenschaften                 |                                                                               | Robert Schober        |
|     | Benjamin Schuler      |               |          |           | Biochemie und Biophysik                    |                                                                               | Benjamin Schuler      |
|     | Veronika Sexl         | 1966          |          |           | Physiologie und Pharmakologie/Toxikologie  | Veronika Sexl (2023)                                                          | Veronika Sexl         |
|     | Cynthia Sharma        |               |          |           | Mikrobiologie und Immunologie              |                                                                               | Cynthia M. Sharma     |
|     | Fabian Theis          | 1976          |          |           | Informationswissenschaften                 |                                                                               | Fabian Theis          |
|     | Heike Vallery         | 1979          |          |           | Technikwissenschaften                      |                                                                               | Heike Vallery         |
|     | Aimee van Wynsberghe  |               |          |           | Technikwissenschaften                      | Aimee van Wynsberghe                                                          | Aimee van Wynsberghe  |